# Manole Iliescu
Manole S. Iliescu (1891 - 1950) a fost un general român care a luptat în cel de-al Doilea Război Mondial.
A absolvit Școala de Ofițeri în 1912. În perioada 1941 - 1942, Col. Manole Iliescu a fost director al structurii centrale de personal.
A fost înaintat în 1 aprilie 1937 la gradul de colonel și în 24 ianuarie 1942 la gradul de general de brigadă.

## Decorații
- Ordinul „Steaua României” în gradul de Ofițer (9 mai 1941)[5]

## Legături externe
- Colegiul Național Militar „Dimitrie Cantemir” - comandanți